# جاك كراوتش
جاك كراوتش (بالإنجليزية: Jack Crouch)‏ هو لاعب كرة قاعدة أمريكي، ولد في 12 أكتوبر 1903 في كوليمي في الولايات المتحدة، وتوفي في 25 أغسطس 1972 في ليسبرغ في الولايات المتحدة.